# To the 5 Boroughs
To the 5 Boroughs è il sesto album in studio dei Beastie Boys, pubblicato nel 2004.

## Il disco
I cinque quartieri a cui fa riferimento il titolo sono Brooklyn, Bronx, Queens, Manhattan e Staten Island, i sobborghi della città di New York a cui la band legarono i ricordi dell'infanzia nella canzone An Open Letter to NYC, una vera e propria dichiarazione d'amore nei confronti della città e del suo recente dolore. A lanciare il disco fu il singolo Ch-Check It Out, che raggiunse la vetta di diverse classifiche: stesso destino per l'album, al primo posto nelle classifiche di vendita di Canada, USA ed Europa, ed il secondo in Australia.
Il regista svizzero Nathanial Hörnblowér, alias Adam Yauch, dopo Hello Nasty girò un altro paio di video deliranti. Oltre a quello della canzone di lancio, caratterizzato da scene surreali che ricalcano i testi altrettanto insoliti, molto particolare fu quello di Triple Trouble, dove i Beastie Boys, vestiti con tute di colore verde pisello, vengono trascinati a forza dallo scimmione Sasquatch nella sua caverna, per praticare ginnastica e suonare con il mostro. Gli altri singoli estratti dal disco, provvisti del rispettivo video musicale, furono An Open Letter to NYC, Rhyme the Rhyme Well e Right Right Now Now, unica canzone tra queste socialmente impegnata.
To the 5 Boroughs, seguito da una tournée mondiale che durò quasi un anno, fu recensito positivamente dalla maggior parte della critica, e Rolling Stone lo premiò con l'unico "5 stelle / 5" del 2004.
L'unico problema legato al disco fu legato alle lamentele di tantissimi fans britannici, che protestarono contro la band e la Capitol Records per il fatto che l'inserimento del CD nel lettore del computer causava l'installazione di spyware, software che provocano l'invio di dati a vari siti ed organizzazioni senza il benestare da parte dell'utente. I Beastie Boys respinsero le accuse, affermando di non essere stati informati di questo dalla loro casa discografica, a cui addossarono la responsabilità dell'accaduto, che alla fine non si assunse nessuno. Tuttavia, questi inconvenienti si registrarono solo in Inghilterra, mentre nel resto del continente non si verificò alcun problema.

## Tracce
1. Ch-Check It Out – 3:12
2. Right Right Now Now – 2:46
3. 3 the Hard Way – 2:48
4. It Takes Time to Build – 3:11
5. Rhyme the Rhyme Well – 2:47
6. Triple Trouble – 2:43
7. Hey Fuck You – 2:21
8. Oh Word? – 2:59
9. That's It That's All – 2:28
10. All Lifestyles – 2:33
11. Shazam! – 2:26
12. An Open Letter to NYC – 4:18
13. Crawlspace – 2:53
14. The Brouhaha – 2:13
15. We Got The – 4:59

## Formazione
- Michael Diamond - voce
- Adam Horovitz - voce
- Adam Yauch - voce
- Mix Master Mike - dj